# Andrea Ablasser
Andrea Ablasser (1983) é uma imunologista alemã.
Obteve um doutorado orientada por Stefan Endres. Recebeu o Prêmio Nacional Latsis de 2018. Em 2019 foi eleita para a Organização Europeia de Biologia Molecular.
Em 2013 recebeu o Jürgen Wehland Preis e em 2014 o Prêmio Paul Ehrlich e Ludwig Darmstaedter para jovens pesquisadores.

## Publicações selecionadas
- com M. Charrel-Dennis, F. Bauernfeind, G. Horvath, V. Hornung, D. R. Caffrey, E. Latz, K. A. Fitzgerald: AIM2 recognizes cytosolic dsDNA and forms a caspase-1-activating inflammasome with ASC, Nature, Band 458, 2009, S. 514–518.
- com F. Bauernfeind, G. Hartmann, V. Hornung, E. Latz, K. A. Fitzgerald: RIG-I-dependent sensing of poly(dA:dT) through the induction of an RNA polymerase III-transcribed RNA intermediate, Nature Immunology, Band 10, 2009, S. 1065–72.
- Filiz Civril, Tobias Deimling, Carina C. de Oliveira Mann, Andrea Ablasser, Manuela Moldt, Gregor Witte, Veit Hornung, Karl-Peter Hopfner: Structural mechanism of cytosolic DNA sensing by cGAS, Nature, Band 498, 2013, S. 332–337 Abstract
- Andrea Ablasser, Marion Goldeck, Taner Cavlar, Tobias Deimling, Gregor Witte, Ingo Röhl, Karl-Peter Hopfner, Janos Ludwig, Veit Hornung: cGAS produces a 2′-5′-linked cyclic dinucleotide second messenger that activates STING, Nature 498, 2013, 380-384, Abstract
- Andrea Ablasser, Jonathan L. Schmid-Burgk, Inga Hemmerling, Gabor L. Horvath, Tobias Schmidt, Eicke Latz, Veit Hornung: Cell intrinsic immunity spreads to bystander cells via the intercellular transfer of cGAMP, Nature, Band 503, 2013, S. 530–534, Abstract
- Wassermann R, Gulen MF, Sala C, Garcia Perin S, Lou Y, Rybniker J, Schmid-Burgk JL, Schmidt T, Hornung V, Cole ST, Ablasser A. The ESX-1 secretion system of Mycobacterium tuberculosis differentially regulates cGAS- and inflammasome-dependent intracellular immune responses, Cell Host & Microbe 17, 1–12, 2015. DOI: http://dx.doi.org/10.1016/j.chom.2015.05.003